# Kapaunenstein

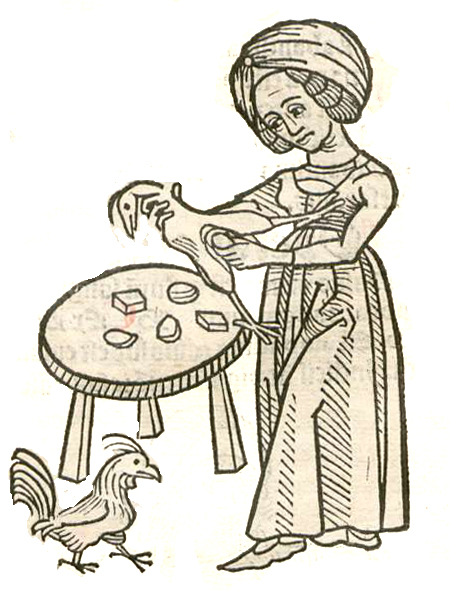
Allectorius – Kapaunenstein. Abbildung aus dem Hortus sanitatis Mainz 1491

Kapaunenstein (allectorius = anziehend) wurde ein Konkrement genannt, das in der Leber eines im 3. Lebensjahr kastrierten Hahnes (Kapauns) wachsen sollte. Diesem Stein wurde zugeschrieben, dass er die Frauen begehrenswert mache und dass er den Männern den Durst nehme und sie zum Kampf anstachele.